# Georgina Chapman
Georgina Rose Chapman (Londra, 14 aprile 1976) è un'attrice e costumista inglese, conosciuta in particolar modo per i suoi ruoli nei film Zemanovaload e The Business e per essere stata giudice permanente nel programma televisivo Project Runway All Stars
Nel 2004, fonda insieme a Karen Craig la casa di moda Marchesa.

## Biografia
Nel 2004 si fidanza con Harvey Weinstein; dopo tre anni, nel 2007 si sposano e hanno due figli: India Pearl (2010) e Dashiell Max (2013). Nell'ottobre 2017 annuncia il divorzio, dopo che il marito venne accusato da numerose donne di molestie sessuali.

## Filmografia parziale
- Match Point, regia di Woody Allen (2005)
- Zemanovaload (2005)
- The Business (2005)
- Derailed - Attrazione letale (2005)
- Awake - Anestesia cosciente (2007)
- Don't, episodio di Grindhouse, regia di Edgar Wright (2007)